# Ситуационная теория решения проблем
Ситуацио́нная тео́рия реше́ния пробле́м (теория STOPS -от англ. Situational theory of problem solving) исследует различные типы поведения человека во время кризисной ситуации и устанавливает связь между осведомленностью о проблеме и дальнейшими коммуникативными действиями. Теория STOPS была представлена Чонг-Нам Кимом и Джеймсом Грюнигом в 2011 году в их статье «Решение проблем и коммуникативные действия: ситуационная теория решения проблем» (англ.) и является расширением Ситуационной теории общества STP.

## Ситуационная теория общества (теория STP)
Ситуационная теория общества была сформирована Дж. Э. Грюнигом в 1968 году в книге «Managing public relations». (англ.) Он предположил, что существуют определённые независимые переменные, которые определяют включение человека в одну из четырёх групп общества — активную (англ. active), осведомлённую (англ. aware), латентную (англ. latent) и внеобщественную (англ. non-public). При этом каждая группа обладает особым типом поведения, который должен учитываться специалистами по связям с общественностью. Независимыми переменными являются «осознание проблемы» (англ. problem recognition), «признание ограничений» (англ. constraint recognition) и «уровень участия» (англ. level of involvement). Эти три независимых переменных определяют зависимые переменные — типы поведения, исходя из чего происходит сегментация общественности по названным группам.

### Зависимые переменные
В этой теории есть две зависимые переменные, которые отвечают за активное и пассивное поведение общественности. Этими переменными является «поиск информации» (англ. information seeking) и «обработка предоставленной информации» (англ. information processing).. (англ.)
- «Поиск информации» — это

 целенаправленное запланированное действие по сбору информации по теме.Оригинальный текст (англ.)the planned scanning of the environment for messages about a specific topic. 
 (англ.)
- «Обработка предоставленной информации» — это работа с информацией, незапланированно полученной.

«Осведомленная» и «активная» часть общественности попытается сама найти информацию и разобраться с ней. «Внеобщественная» и «латентная» часть, в свою очередь, обратит внимание на проблему или ситуацию, только если её им продемонстрируют. При этом в дальнейшем они скорее всего не будут её никому передавать.

## Независимые переменные
- «Осознание проблемы» происходит, когда

люди обнаруживают, что ситуацию, в которой они оказались, нужно менять и начинают думать, как это сделать.Оригинальный текст (англ.)people detect that something should be done about a situation and stop to think about what to do—  (англ.)
 Те, кто не видят проблему или находятся вне заданной ситуации, не могут быть причислены к группе активной общественности (не являются «активными» или «осведомленными»). Их поведение является пассивными («латентные» или «внеобщественные» группы). Данная независимая переменная отвечает на вопрос: «Нужно ли оповестить общественность о существовании ситуации или проблемы? Или она уже сама ищет информацию по этой теме?».
- «Признание ограничений». Общественность признает существование ограничений, когда верит, что есть какое-либо препятствие, стоящее на пути к изменению той или иной ситуации. Подобное признание ограничений может иметь большое влияние на поведение людей, их дальнейшие действия. Если люди думают, что существует препятствие, стоящее на их пути, они будут менее склонны сообщать о проблеме. Высокий уровень признания ограничений приведет к тому, что люди будут более пассивны в своем поведении по отношению к проблеме.

- «Уровень участия» является мерилом того, насколько эмоционально релевантна проблема для отдельного человека. Более высокий уровень участия означает более активную позицию. Например, если два человека имеют одинаковый уровень обнаружения проблем и признания ограничений, индивидуум с более высоким уровнем участия будет более активным.

## Система оценки
В своей статье «Public segmentation using situational theory of problem solving» от 2011 года Чонг-Нам Ким подробно описывает систему оценки, применяемую для теорий STP и STOPS. (англ.) Метод суммирования использует среднюю величину показателей, полученных в ходе опроса, как точку отсечения. Когда специалисты по связям с общественностью определили проблему и её восприятие общественностью, они могут взять среднюю точку шкалы исследования (например, 3 по 5-балльной шкале) в качестве точки отсечения и перекодировать данные в два показателя; высокий (= 1) и низкий (= 0). Например, участник, который отвечает оценкой 4 на «осознание проблемы», 3 на «уровень участия» и 2 на «признание ограничений» по 5-балльной шкале, ответы будут перекодированы в высокое (более 3) «осознание проблемы» (= 1), высокий (более 3) «уровень участия» (= 1) и низкое (менее 3) «признание ограничений» (= 1) с использованием середины 3 в качестве точки отсечения. Важно отметить, что показатель «признание ограничений» является обратным, то есть высокое обнаружение ограничений (= 0) и низкое ограничение признание (= 1). Это происходит, так как высокий уровень данного показателя наоборот снижает активность группы. Итоговый суммарный балл может последовательно указывать на уровень ситуационной мотивации группы. Чем выше оценка, тем более активная группа. Специалисты по связям с общественностью могут просто суммировать все три перекодированные значения. Это приведет к четырём возможным значениям: 0 = «внеобщественная» группа, 1 = «латентная» группа, 2 = «осведомленная» группа, 3 = «активная» группа.

## Расширение теории STP. Ситуационная теория решения проблем (STOPS)
Ситуационная теория решения проблем начинается с предположения, что поведение человека мотивировано решением проблем. Теория определяет проблему как 

воспринимаемое несоответствие между ожидаемым и реальным душевным состоянием в данной ситуации, которое вызывает чувство несоответствия. Решение проблемы, в свою очередь, определяется как попытка уменьшить это воспринимаемое несоответствие.Оригинальный текст (англ.)We define a problem as a perceptual discrepancy between expected and experienced states in a given situation that produces an uncomfortable feeling of badness-of-fit. We define problem solving as one’s effort to decrease this perceived discrepancy.
 (англ.)
Для более ясного объяснения коммуникативных действий были внесены изменения в основные переменные теории STP. Была также добавлена новая зависимая переменная — активность коммуниканта в решении проблем (англ. communicant activeness in problem solving — CAPS), чтобы связать показатели переменных коммуникативного поведения. Активность коммуниканта в решении проблем (CAPS) — это новая концепция, которая описывает коммуникативную активность того, кто решает проблему, при сборе (англ. information acquisition), отборе (англ. information selection) и обмене информацией (англ. information transmission), когда речь идет о решении проблем. Сбор информации, её отбор и её передача, в свою очередь, могут делиться на активные и пассивные компоненты — всего можно вывести теперь 6 зависимых переменных, которые определяют поведение человека. Таким образом, CAPS умножает количество зависимых переменных, рассматриваемых в теории STP. Теория STOPS также вводит новую независимую переменную — критерий сравнения (англ. referent criterion).

## Понятия ключевых переменных

### Предпосылки к решению проблемы — независимые переменные
- «Осознание проблемы»
- «Признание ограничений»
- «Уровень участия»
- «Критерий сравнения» —

любое знание или субъективная система суждения, которые влияют на выбор способов решения проблемы".Оригинальный текст (англ.)any knowledge or subjective judgmental system that influences the way in which one approaches problem solving— 
 (англ.)

### Ситуационная мотивация в решении проблем
Мотивация — это то, насколько много человек хочет знать о проблеме. Эта концепция связывает показатели «осознания проблемы», «признания ограничений» и «уровня участия». «Критерий сравнения» не зависит от этой переменной, потому что он более познавательный, чем перцептивный. (англ.)

### Коммуникативное поведение при решении проблем — зависимые переменные
Согласно теории, когда человек пытается решить проблему, его коммуникативная активность увеличивается в трех областях: «сбор информации», «выбор информации» и её передача. Каждая из этих коммуникационных зависимых переменных состоит из активных (англ. active) или проактивных (англ. proactive) типов поведения — «поиска информации», «передачи информации», «отвержения ненужной информации» и пассивных (англ. passive) — «обработки информации», «обмена информацией», «одобрения информации». По мере того, как человек становится более активным в решении проблемы его методы сбора информации систематизируются, становятся более актуализированными и специфическими.
«Сбор информации» (то, как человек получает информацию) делится на:
- «Поиск информации» (англ. information seeking) (активная группа): это целенаправленное запланированное действие по сбору информации по теме, о проблеме/ситуации.[5] (англ.)
- «Обработку информации» (англ. information processing) (пассивная группа): незапланированная ознакомление с сообщениями по конкретной теме.[5] (англ.)

«Отбор информации» (переменная относится к стремлению отбирать и обмениваться информацией) делится на:
- «Отвержение ненужной информации» (англ. information forefending)(активная группа): ситуация, когда человек заранее отвергает определённую информацию, оценивая её ценность и релевантность для заданной задачи решения проблем.[5] (англ.) Лица, имеющие более высокую степень вовлечённости, ищут более конкретную, систематизированную и точную информацию.
- «Одобрение информации» (англ. information perceiving) (пассивная группа): ситуация, когда человек принимает любую информацию, связанную с задачей решения проблемы.[5] (англ.)

«Передача информации» (то, как люди обмениваются данными, которыми обладают, при коллективном решении проблем) делится на:
- «Передачу информации» (англ. information forwarding) (активная группа): передача информации, даже если никто не просит о чужом мнении, идеях или анализе проблемы.[5] (англ.)

- «Обмен информацией» (англ. information sharing) (пассивная группа): обмен информацией только тогда, когда другой человек просит чужое мнение, идею или анализ проблемы.[5] (англ.)

## Критика
STOPS была рассмотрена и опробована во многих академических исследовательских работах зарубежных авторов. Среди них исследования в области здравоохранения (англ.), кризисных коммуникаций (англ.),исследований в области HR (англ.) и даже коммуникаций в сфере изменения климата (англ.). В них на конкретных кейсах применяются способы сегментирования общественности по теориям STP и STOPS и выясняется зависимость постоянных критериев от переменных в конкретной изучаемой области. Авторы работ отмечают явный практический потенциал теории.
К примеру, одно из последних исследований (англ.), посвященное изучению реакции общественности на широко тиражируемые «горячие» новости, применяет теорию STOPS для удобного сегментирования респондентов и анализа типов их поведения. Авторы работы опросили 748 жителей Тайваня, чтобы выяснить мотивационную основу их действий или бездействия касательно существующей острой проблемы импорта американской говядины. По итогам исследования не была подтверждена связь между независимой переменной «осознание проблемы» и ситуационной мотивацией. Более того выявилась недостаточность предложенной системы сегментации общественности, так как у одного и того же типа поведения (группы) может быть разная ситуационная мотивация, а значит, при одинаковом поведении, каждая из групп требует различного рода сообщения для предотвращения кризисной ситуации. Согласно исследованию, та активная часть населения, которая была просто обеспокоена качеством говядины, осознавала проблему, однако относила её к области здравоохранения, а не экономики или политики. Для них наиболее успокаивающе работали заявления о безопасности приема в пищу данного продукта, нелетальности возможного пищевого отравления и невозможности заразиться коровьим бешенством. Другие активные группы также осознавали проблему и делились ей, однако их мнение было сформировано оппозиционной партией с низким доверием правительству Тайваня, а значит проблема относилась ими к политической сфере. Для данного типа наиболее действенными оказались комментарии об экономической выгоде импорта американской говядины и о серьезной работе на государственном уровне над контролем за качеством продукта.
Реакцию на широко тиражируемые «горячие» новости рассматривает сам Грюнинг и ряд других специалистов в уже упомянутом исследовании кризисных коммуникаций. Среди базовых выводов следует отметить следующие:
1. «Горячие проблемы» способны моментально воздействовать на внеобщественные и латентные группы и трансформировать их в крайне активную «горячую» группу (от англ. hot-issue publics), чье мнение сформировано СМИ. При этом их активность будет кратковременна и снова сильно снизится, когда новость перестанет быть «горячей». Тем не менее именно эта «горячая» группа становится основной ЦА организаций во время кризисов, так как составляет основную массу.
2. Широкое освещение проблемы в средствах массовой информации повышает показатель «осознания проблемы» у латентной и внеобщественной групп (активная и осведомленная группы изначально имеют высокий показатель данной переменной). При этом повышение показателя автоматически превращает пассивные группы в активные.
3. Медиа освещение проблемы несильно влияет на «уровень участия».
4. Переменная «признание ограничений» зависит от содержания сообщений, которые транслируются через средства массовой информации. Её показатель уменьшается, когда сообщение содержит призыв к действию и активно коммуницирует с реципиентом.
5. Не только СМИ, но и межличностные отношения могут стать источником распространения «горячих» сообщений.

Другое исследование, которое рассматривало намерения студентов участвовать во внеучебных мероприятиях, выводит предположение, что переменные теории STOPS наиболее эффективны при соединении с показателями, рассматриваемыми в Теория запланированного поведения Исаака Айзена. Автор работы убежден, что лишь подобное слияние подходов при сегментировании общественности принесет пользу.
Работа, посвященная изучению действий людей при лечении хронических заболеваний, рассмотрела существующую корреляцию между двумя зависимыми переменными-показателями активного поведения(«поиск информации» и «отвержение ненужной информации»)и эмоциональными и физическими итогами лечения, а также концентрации на эмоциях или решении основной проблемы со здоровьем. По итогам выяснилось, что данные два типа коммуникативных действий содействуют позитивному исходу лечения. При этом если человек концентрировался на эмоциональной стороне проблемы, то его лечение успешно протекало как в эмоциональном, так и в физическом плане. Если же основной мотивацией являлось решение основной проблемы со здоровьем, то физическая часть лечения прогрессировала намного сильнее, чем в первом случае, а эмоциональная нет. Как выяснилось «поиск информации» отвечает за решение основной проблемы со здоровьем, а «отвержение ненужной информации» за эмоциональную составляющую лечения. Результаты сравнительного анализа показали, что больные хроническими заболеваниями могут достигнуть большего успеха в процессе лечения, если будут наиболее активными в «поиске информации».
Уже упомянутое выше исследование в области здравоохранения дополняет теории STOPS и STP. Авторы работы рассмотрели особенности поведения онкобольных и страдающих от хронических заболеваний, особенно в области «поиска информации». Помимо вывода о том, что те, кто не ищут информацию самостоятельно, больше доверяют врачам и назначенному лечению, исследование приводит возможную связь зависимой активной переменной «поиск информации» с определёнными социальными показателями. Согласно авторам работы данная переменная зависит от возраста и социо-экономического статуса человека. Люди с лучшим образованием и более высоким заработком охотнее ищут информацию о своей болезни. Молодые люди также активно ищут информацию о симптомах. А пожилые люди больше доверяют врачам и редко самостоятельно интересуются другими методами лечения. Другим выводом является тот факт, что люди с высоким показателем «поиска информации» более открыты ко всем источникам информации, включая докторов, и полны энтузиазма, в то время как не занимающиеся поиском люди крайне консервативны и замкнуты. Было выведено заключение, что люди, постоянно ищущие информацию, принимают решения, подкрепленные основательной информационной базой, более уверены в своем лечении, позитивно смотрят на процесс и страдают от меньшего количества побочных эффектов. Из вывода следует, что консервативных людей, не занимающихся активным поиском информации, стоит насыщать фактами из разных источников.
Из-за сравнительной новизны теория применяется недостаточно широко, в то время как сами авторы видят большое количество возможностей для практического её использования. Чонг-Нам Ким в книге «Public Relations and Communication Management: current trends and emerging topics» (англ.) приводит ряд областей для потенциального применения теории. Среди них исследование общественного поведения в вопросах защиты окружающей среды, изучение коммуникационных рисков при решении вопросов здоровья, поведения общественности при создании репутации, бренда и построении идентичности и другие.